# 3e Buurkerksteeg
De 3e Buurkerksteeg is een steeg in het centrum van de Nederlandse stad Utrecht.
De steeg is in 1459-1460 aangelegd in opdracht van Evert Zoudenbalch (1424-1503). De circa 25 meter lange steeg loopt van Huis Zoudenbalch naar de Buurkerk.

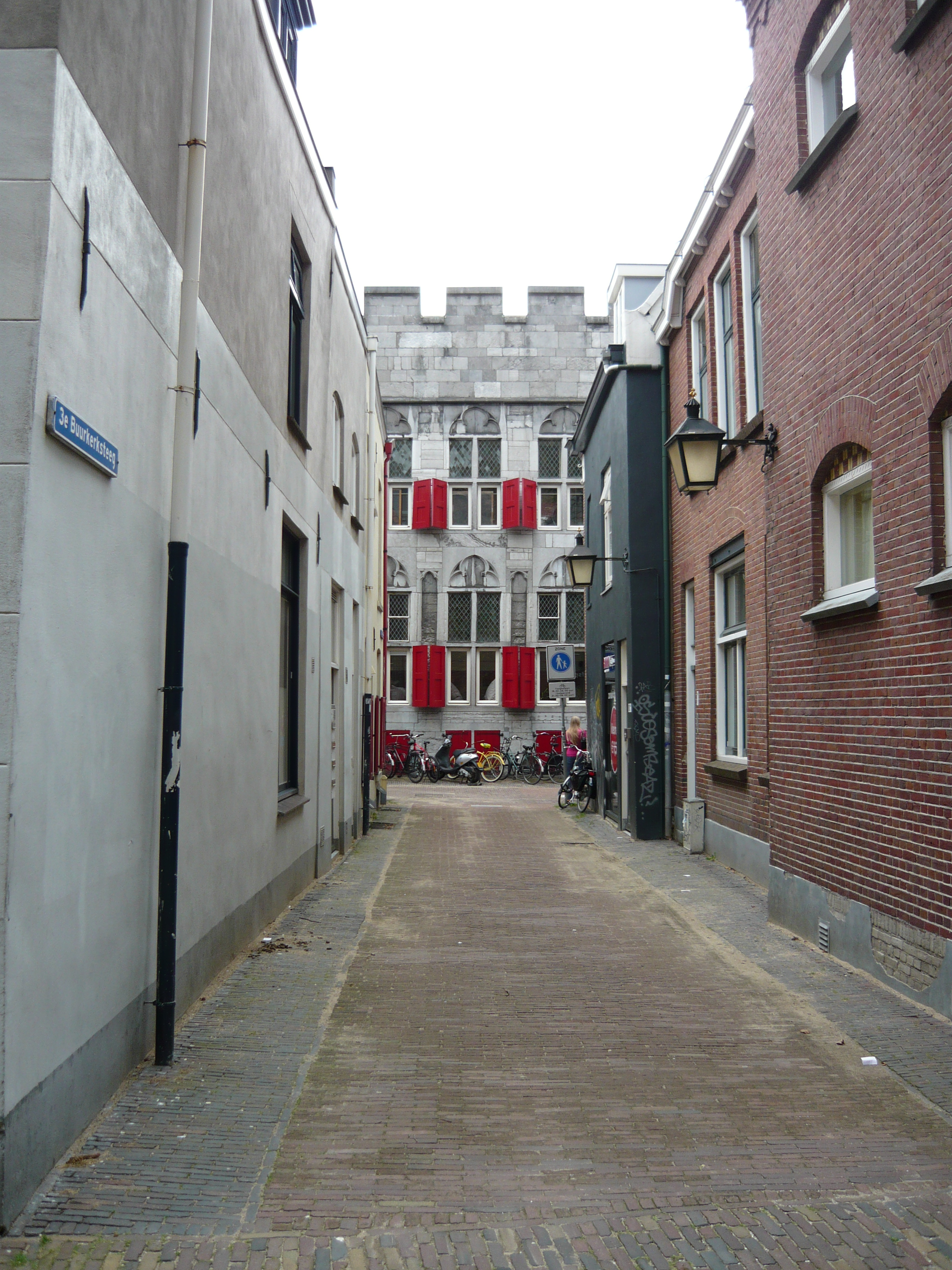
Gezicht richting Huis Zoudenbalch